# Qingni (ort i Kina, Jiangxi Sheng, lat 27,82, long 116,61)
Qingni är en ort i Kina. Den ligger i provinsen Jiangxi, i den sydöstra delen av landet, omkring 120 kilometer sydost om provinshuvudstaden Nanchang. Antalet invånare är 18 473. Befolkningen består av 8 673 kvinnor och 9 800 män. Barn under 15 år utgör 40 %, vuxna 15-64 år 49 %, och äldre över 65 år 9,0 %.
Runt Qingni är det ganska tätbefolkat, med 179 invånare per kvadratkilometer. Närmaste större samhälle är Langju, 7,3 km nordost om Qingni. Trakten runt Qingni består till största delen av jordbruksmark.
Genomsnittlig årsnederbörd är 2 563 millimeter. Den regnigaste månaden är juni, med i genomsnitt 466 mm nederbörd, och den torraste är oktober, med 21 mm nederbörd.